# Sarāb-e Mīrzā
Sarāb-e Mīrzā (persiska: سراب ميرزا) är en ort i Iran.   Den ligger i provinsen Kurdistan, i den nordvästra delen av landet, 400 km väster om huvudstaden Teheran. Sarāb-e Mīrzā ligger 2 024 meter över havet och antalet invånare är 104.
Terrängen runt Sarāb-e Mīrzā är lite kuperad.Runt Sarāb-e Mīrzā är det ganska tätbefolkat, med 124 invånare per kvadratkilometer. Närmaste större samhälle är Kalhorābād, 4,4 km norr om Sarāb-e Mīrzā. Trakten runt Sarāb-e Mīrzā består i huvudsak av gräsmarker.